# Tête du Basto
La tête du Basto est un sommet situé sur la ligne de partage des eaux, entre les vallées de la Gordolasque et de la Roya, sur le territoire de la commune de Tende, dans le département des Alpes-Maritimes, en France.

## Géographie
La tête du Basto est constituée de trois cimes distinctes : les têtes nord, centrale et sud. Entre la tête nord et la tête centrale se trouve la brèche des Basto, et entre la tête centrale et la tête sud se trouve le pas de Fantino. La tête nord étant le point culminant. La tête du Basto domine le lac Autier à l'ouest, et le lac du Basto à l'est. Ce sommet fait partie du parc national du Mercantour. D'un point de vue géologique, la tête du Basto est constituée d'anatexites.

## Histoire
La première ascension de la voie normale, par l'arête nord, a été effectuée par Victor de Cessole, L. Maubert, L. Barel et C. Gaziglia, le 25 juin 1897. La première ascension hivernale de ce sommet, toujours en suivant l'arête nord, a été effectuée par C. Jacquin, P. Piguet et P. Rasle, le 23 janvier 1938.

## Accès
L'itinéraire de la voie normale démarre du refuge de Nice. Il rejoint ensuite la baisse du Basto, puis la brèche nord du Basto. Le parcours de l'arête nord passe entre le 1er et le 2e gendarme, contourne ce dernier par l'est, puis le sommet est atteint après le franchissement d'un ressaut.

### Cartographie
- Carte 3741OT au 1/25 000 de l'IGN : « Vallée de la Vésubie - Parc national du Mercantour »